# Chavarriella distinguenda
Chavarriella distinguenda är en fjärilsart som beskrevs av Paul Dognin 1923. Chavarriella distinguenda ingår i släktet Chavarriella och familjen mätare. Inga underarter finns listade i Catalogue of Life.